# Thalgau
Thalgau är en ort och kommun i Österrike. Den ligger i distriktet Salzburg-Umgebung i förbundslandet Salzburg,  240 kilometer väster om huvudstaden Wien. 
Kommunen består av åtta orter (Ortschaften) (inom parentes invånarantal 1 januari 2024):

- Egg (411)
- Enzersberg (659)
- Leithen (434)
- Oberdorf (305)
- Thalgau (2 511)
- Thalgauberg (491)
- Unterdorf (1 068)
- Vetterbach (223)